# Wurstemberger (Patrizierfamilie)

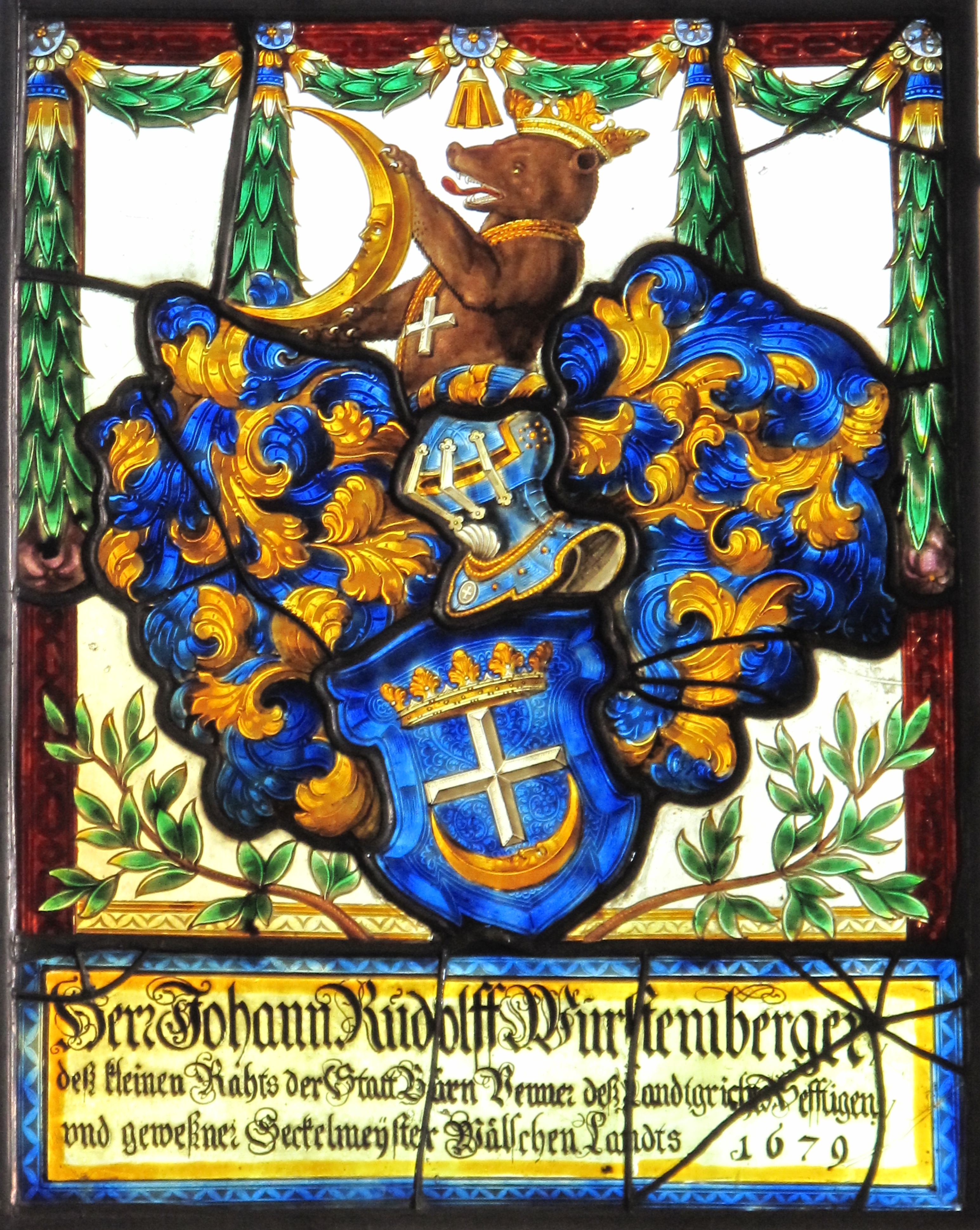
Wappenscheibe Johann Rudolf Wurstemberger in der Kirche Thurnen (1679)

Die Familie von Wurstemberger ist eine bernische Patrizierfamilie. Die Familie besitzt seit ungefähr 1510 das Burgerrecht der Stadt Bern. Zweige gehören der Gesellschaft zu Pfistern und der Zunft zu Webern an. Gestützt auf den Berner Grossratsbeschluss von 1783, welcher allen regimentsfähigen Geschlechtern das Führen des Adelsprädikats „von“ freistellte, trägt die Linie zu Pfistern es seit 1858, jene zu Webern verwendet es seit 1878.
Einzelne Familienangehörige besassen die Herrschaften Vesancy (Pays de Gex), Trévelins bei Aubonne und Kehrsatz, Rebgüter in Mont-sur-Rolle (darunter Belletruche) und Haut-Vully, Schloss Holligen, den Landsitz in Beitenwil und Schloss Wittigkofen.

## Personen
- Simon Ferwer genannt Wurstemberger († 1548), Färber, Landvogt in Ternier
- Emanuel Wurstemberger (1681–1734), Offizier in preussischen Diensten, Geschützgiesser, Grossweibel, Landvogt zu Frienisberg,
- Johann Rudolf Wurstemberger (Landvogt) (1608–1693), Berner Landvogt und Tagsatzungsgesandter
- Johann Rudolf Wurstemberger (1672–1726), Berner Landvogt von Aarwangen
- Johann Rudolf Wurstemberger (Oberst)  (1679–1748), Berner Artillerieoberst
- Johann Rudolf Wurstemberger (Oberamtmann) (1770–1839), Berner Oberamtmann
- Hans Franz Wurstemberger, Gubernator zu Aigle (1731–1737)
- Samuel Wurstemberger, Gubernator zu Aigle (1737–1743)
- Johann Ludwig Wurstemberger (1756–1819), Berner Landmajor und Mitglied des Kleinen Rates
- Johann Ludwig Wurstemberger (1783–1862), Offizier, Grossrat, Oberamtmann von Frutigen, Historiker
- Sophie Dändliker-von Wurstemberger (1809–1878), Gründerin des Diakonissenhauses Bern
- Rudolf von Wurstemberger (Forstmeister) (1825–1888), Schweizer Stadtforstmeister
- Rudolf Albrecht Renatus von Wurstemberger, siehe René von Wurstemberger (1857–1935), Schweizer Architekt, Burgerrat
- Rudolf Emanuel von Wurstemberger (1808–1876), Schweizer Artillerieoberst